# バクィトベク・カルィエフ
バクィトベク・カルィエフ（1966年7月7日 - ）は、キルギス共和国の軍人、政治家。元国防相。少将。

## 経歴
ジャラル・アバド州タシ・クムィル市出身。キルギス人。
1987年、アルマ・アタ高等諸兵科指揮学校を卒業。
- 1987年～1998年 - ソビエト軍とキルギス共和国軍に勤務
- 1998年～2000年 - チュイ州国家行政府長官補佐官
- 2000年～2002年 - 首相補佐官
- 2002年6月4日～2005年4月 - 無職
- 2005年4月2日～2005年6月17日 - 首相補佐官
- 2005年12月30日～2006年 - 大統領補佐官
- 2006年10月6日～2008年5月26日 - 国家警護庁長官

2008年3月13日からキルギス安全保障会議議員。同年5月26日、国防相に任命。
2010年キルギス騒乱後の2010年4月7日、ダニヤル・ウセノフ内閣総辞職により退任。集会への発砲に対して指名手配され、4月15日、ジャバル・アバドで逮捕。

## パーソナル
赤星勲章を受章。アフガニスタン民主共和国から「アフガン人民の感謝」メダルを授与された。